# 인버네스 스카이 웨스트로스셔 (영국 의회 선거구)
인버네스 스카이 웨스트로스셔 (Inverness Skye West Ross-shire)는 스코틀랜드 하일랜드에 위치한 영국 의회의 선거구이다. 2023년 웨스트민스터 선거구 정기심의에 따라 신설된 지역구로서 2024년 영국 총선부터 선거가 치러졌다.
2024년 총선에서는 여러 번의 재검표로 인해 최종 결과 발표가 가장 늦게 발표된 선거구가 되었으며, 개표결과 자유민주당의 앵거스 맥도널드 의원이 당선되었다.

## 경계
2023년 로스 스카이 로카버 선거구와 인버네스 네언 베이드녹 스트래스페이 선거구를 통폐합하면서 신설된 선거구이다. 행정구역상으로는 하일랜드 의회구역에 속하며 관할구역에 속하는 워드 (Ward)는 다음과 같다.
- 로스 스카이 로카버 지역구 - 카올 말라이그 (Caol and Mallaig), 에일런아케오 (Eilean a' Cheò), 포트윌리엄 아드너머천 (Fort William and Ardnamurchan) 북동쪽 일대, 웨스터로스 (Wester Ross) 남쪽 일대, 스트래스페퍼 로칼시 (Strathpeffer and Lochalsh)
- 인버네스 네언 베이드녹 스트래스페이 지역구 - 에어드 로흐네스 (Aird and Loch Ness), 인버네스센트럴 (Inverness Central), 인버네스밀번 (Inverness Millburn), 인버네스네스사이드 (Inverness Ness-side), 인버네스사우스 (Inverness South), 인버네스웨스트 (Inverness West), 쿨로던 아더시어 (Culloden and Ardersier) 대부분 지역

## 역대 국회의원
| 선거 | 선거   | 의원            | 정당       |
| ---- | ------ | --------------- | ---------- |
|      | 2024년 | 앵거스 맥도널드 | 자유민주당 |

## 선거 결과
|  | 37.8% |

|  | 33.3% |

|  | 13.0% |

|  | 6.1% |

|  | 5.2% |

|  | 4.2% |

|  | 0.4% |